# Ağcabədi (stad)
Ağcabədi is een stad (şəhəri) in Azerbeidzjan en is de hoofdplaats van het district Ağcabədi.
De stad telt 39.500 inwoners (01-01-2012).